# Neobisium rodrigoi
Espèce
Neobisium rodrigoi est une espèce de pseudoscorpions de la famille des Neobisiidae.

## Distribution
Cette espèce est endémique d'Andalousie en Espagne. Elle se rencontre à Villaluenga del Rosario dans la grotte Cueva de la Hiedra.

## Description
Le mâle holotype mesure 4,00 mm et la femelle paratype 4,60 mm.

## Étymologie
Cette espèce est nommée en l'honneur de Rodrigo Carabajal.

## Publication originale
- Carabajal Márquez, Garcia Carrillo & Rodríguez Fernández, 2000 : Descripción de dos nuevas especies de Pseudoscorpiones cavernícolas de la provincia de Cádiz (Arachnida, Pseudoscorpionida, Chthoniidae, Neobisiidae). Graellsia, vol. 56, p. 27-33 (texte intégral).